# Seznam članov Mestnega sveta Mestne občine Ljubljana (2010-2014)
Seznam članov Mestnega sveta Mestne občine Ljubljana v mandatu 2010-2014.

## Lista Zorana Jankovića
- Marta Bon
- Aleš Čerin
- Jadranka Dakić
- Janez Koželj
- Jani Möderndorfer
- Roman Jakič
- Marija Dunja Piškur Kosmač
- Miro Gorenšek
- Eva Strmljan Kreslin
- Sašo Rink
- Milena Mileva Blažić
- Bojan Albreht
- Nives Cesar
- Peter Vilfan
- Marko Bokal
- Maša Kociper
- Gregor Tomc
- Mitja Meršol
- Mojca Kavtičnik - Ocvirk
- Bruna Antauer
- Iztok Kordiš
- Marjan Jernej Virant
- Jelka Žekar
- Tjaša Ficko
- Julijana Žibert

## Slovenska demokratska stranka
- Zofija Mazej Kukovič
- Dragutin Mate
- Žiga Turk
- Mojca Škrinjar
- Anže Logar
- Mirko Brnič Jager
- Pavla Murekar
- Marko Šiška
- Uroš Minodraš

## Socialni demokrati (Slovenija)
- Gregor Istenič
- Metka Tekavčič
- Boris Makoter
- Breda Brezovar Papež

## Nova Slovenija - Krščanska ljudska stranka
- Mojca Kucler Dolinar
- Anton Kranjc

## Zeleni Slovenije
- Miha Jazbinšek
- Tomaž Ogrin

## Demokratična stranka upokojencev Slovenije
- Aleš Kardelj
- Marjeta Vesel Valentinčič

## Liberalna demokracija Slovenije
- Slavko Ziherl